# Crnogorska odličja do 1921.
Crnogorska državna odličja sustavno su izrađivana od doba crnogorskog vladike i vladara Petra II. Petrovića Njegoša pa do nasilnoga ukinuća Kraljevine Crne Gore, a dodijeljivana su kako Crnogorcima, tako i stranim državnicima i crnogorskim prijateljima u inozemstvu.
- Medalja za hrabrost, ustanovljena 1847. godine, od srebra, na licu crnogorski grb s dvoglavim orlom i lavom, na naličju je pisalo (izvorno crnogorski) Vjera svoboda za hrabrost, ispod ovoga teksta križ, podno križa dva ukrštena mača okružena poluvijencem od lovora i palmi, odličje se dvalo poglavito za osobno junaštvo iskazano tijekom bojeva s Osmanlijama;

- Obilića medalja, ustanovljena 1847. godine, prva serija od zlata, na licu (pretpostavljeno) poprsje Miloša Obilića (legendarni srpski junak koji je navodno rasporio turskoga sultana u boju na Kosovu lipnja 1389. godine) s tekstom M.Obilić Cetinje uz signaturu gravera, na naličju u četiri reda tekst Vjera svoboda za hrabrost, ispod teksta dva ukrštena mača a iznad križ, dodjeljivana za izvanredno iskazano junaštvo i bila osobito prestižna među Crnogorcima;

- Orden za nezavisnost Crne Gore 1852. – 1853., ustanovljen 1853. godine, u obliku osmokrake zvijezde sastavljene od sitnih kružića, na zvijezdi je malteški križ a u njegovoj sredini je kružni crveni emajlirani medaljon s tekstom Danil I. Knjaz Crnogorski, kraci su spojeni s lovorovim vijencem, od 1861. ovo je odličje imalo tri reda (stupnja);

- Grahovačka medalja, ustanovljena 1858. u povodu velike vojniče pobjede Crnogoraca nad Osmanlijama na Grahovcu, načinjena od nikla, na licu je bio tekst Za junačku pobjedu održanu nad Turcima ispisan oko piramide od zaplijenjenoga turskoga oružja (ratnih trofeja), dok je na naličju bio izgraviran tekst Danil I Knjaz Crnogorski - Grahovac maja 1858.;

- Medalja za junaštvo, ustanovljena 1862. godine, na licu je bio tekst Za junaštvo 1862. smješten između vijenca od lovora i hrasta, na naličju lik Kneza Nikole I. Petrovića s tekstom Nikola I Knjaz Crnogorski;

- Medalja za rat, ustanovljena 1878. nakon velikih crnogorski pobjeda u ratovima 1876. – 1878. godine, na licu odličja je lik Kneza Nikole s tekstom Nikola I Knjaz Crnogorski unutar vijenca od lovora i hrasta, na naličju je likovni prikaz pobjede križa nad polumjesecom i tekst Ti jesi krepost i utvrždenije moje;

- Medalja za revnost, ustanovljena 1895. godine, na licu je reljefni lik desnoga profila Kneza Nikole na naličju tekst Revnost uokviren lovorovim i hrastovim granama, imala dva ranga (zlatni i srebreni), dodjeljivana Crnogorcima i inozemnim državljanima za osobite doprinose crnogorskoj državi;

- Medalja za Balkanske ratove, ustanovljena 1913. godine, oblik odličja je identičan malteškom križu, na licu lik Kralja Nikole oivičen lovorovim vijencem a iznad njega crnogorska kruna i natpis 1912., na naličju medaljon s ugraviranim stihom Onam',onamo:Onamo pokoj dobiću duši... a iznad njega dvoglavi crnogorski orao i inicijali N.I. (Nikola Prvi), dok je u drugoj seriji ovoga odličja na licu tekst Nikola I. Kralj Crnogorski a na naličju crnogorski vojnik s barjakom pored topa i tekst Za osvetu Kosova 1912-1913.;

- Orden Crvenog krsta, ustanovljen 1913. godine, izuzetno luksuzan (izrada francuska firma G.Lemmaitre) i nije poznto da je dodjeljivan Crnogorcima već isključivo stranim uglednicima koji su financirali liječenje crnogorskih ranjenika, u obliku ravnokrakoga crvenog križa na okruglom bijelom polju, oko križa obavijen lovorov vijenac od zlatnoga emajla, nad križom zlatna crnogorska kruna, po sredini pozlaćeni grb Kraljevine Crne Gore, na naličju tekst Crnogorski Crveni Krst 1912-1913.

- Spomenica Božićne pobune, ustanovljena 1920. godine, dva zlatna mača koso ukrštena obavijena su lovorovim vijencem, na licu tekst 21.XII 1918. (dan izbijanja Božićne pobune po julijanskom kalendaru), na naličju tekst Za Pravo, Čast i Slobodu Crne Gore, izrađene u seriji od 2.000 komada, podijeljene crnogorskim časnicima i komitama koji su se borili protiv srpske aneksije Kraljevine Crne Gore od 1918. godine.

Osim ovih odličja, izrađivane su i posebne, izvanredno luksuzne, spomenice u povodu obilježavanja pojedinih datuma iz povijesti vladarske crnogorske dinastije Petrovića:
- Orden Svetoga Petra Cetinjskoga (oko 1869. g.);
- Jubilarna spomenica povodom 200. godišnjice dinastije Petrović-Njegoš (1896. g.);
- Spomen ogrlica u povodu proslave 200. godina dinastije Petrović-Njegoš (1911. g.);
- Spomenica 40. godina vladavine Knjaza Nikole I. Petrovića (1900. g.);
- Spomenica 50. godina vladavine Kralja Nikole I. Petrovića (1910. g.).

## Vanjske poveznice
- (crnog.) Crnogorska odličja  Arhivirana inačica izvorne stranice od 2. svibnja 2008. (Wayback Machine)